# (500335) 2012 SS40
(500335) 2012 SS40 es un asteroide perteneciente al cinturón de asteroides, descubierto el 26 de agosto de 2012 por el equipo del Pan-STARRS desde el Observatorio de Haleakala, Hawái, Estados Unidos.

## Designación y nombre
Designado provisionalmente como 2012 SS40.

## Características orbitales
2012 SS40 está situado a una distancia media del Sol de 3,014 ua, pudiendo alejarse hasta 3,151 ua y acercarse hasta 2,877 ua. Su excentricidad es 0,045 y la inclinación orbital 9,649 grados. Emplea 1911,47 días en completar una órbita alrededor del Sol.

## Características físicas
La magnitud absoluta de 2012 SS40 es 16,4.